# 제9회 세자르상
제9회 세자르상은 1984년에 시상식이 진행된 세자르상이다. 1983년 최고의 프랑스 영화에 수여되는 시상식으로 1984년 3월 3일 파리 (프랑스)의 엠파이어 극장(Théâtre de l'Empire)에서 열렸다. 이 행사는 진 켈리가 사회를 맡았고 Léon Zitrone이 사회를 맡았다. 발랜도 발랜도와 우리의 사랑이 최우수 작품상을 공동 수상했다.

## 수상 및 후보

### 작품상
- 우리의 사랑 - 모리스 피알라 수상

### 신인여우상
- 우리의 사랑 - 상드린 보네르 수상

## 같이 보기
- 제56회 아카데미상
- 제37회 영국 아카데미 영화상